# Zygmunt Smalcerz
Zygmunt Antoni Smalcerz (Bestwinka, 8 giugno 1941) è un ex sollevatore polacco. Ha vinto la medaglia d'oro nella classe dei pesi mosca alle Olimpiadi del 1972. Ha anche gareggiato ai Giochi olimpici ma ha dovuto ritirarsi a causa di un infortunio

## Biografia
Ha partecipato a due edizioni dei giochi olimpici (1972 e 1976) conquistando una medaglia a Monaco di Baviera nel 1972, a cinque edizioni dei mondiali (1969, 1971, 1972, 1973 e 1975) vincendo tre ori e un bronzo, e a quattro edizioni degli europei vincendo altrettanti ori.
Intrapresa la carriera di allenatore, ha guidato la squadra della Polonia alle Olimpiadi di Pechino 2008 e, dal 2010 al 2017, è stato head coach nella United States Olympic Training Center in Colorado Springs. Nel 2020 è allenatore della nazionale norvegese.
Nel 2002 è stato eletto nella International Weightlifting Federation Hall of Fame.